# Calvin College
Il Calvin College è un college privato statunitense, situato a Grand Rapids nel Michigan, fondato nel 1876 dalla Chiesa Cristiana Riformata che si inserisce nella tradizione della Riforma protestante.

Il college è intitolato al teologo Giovanni Calvino.

## Storia
L'istituto nasce nel 1876 con il nome di Calvin College and Theological Seminary con lo scopo di avere una scuola per la formazione dei ministri del culto della Chiesa Cristiana Riformata. Erano previsti quattro anni di materie liberali seguiti da due anni di teologia.
Nel 1892 il college abbandonò l'appartamento in affitto dove era stato ospitato fin dalla sua fondazione per stabilirsi in una sede propria. Due anni dopo aprì i propri corsi anche a coloro che non erano interessati a divenire ministri del culto. A questo passo, seguì nel 1900 un ampliamento dei corsi offerti. Nel 1901 fu accetta la prima studentessa.
Nel 1906 il dipartimento di letteratura divenne il John Calvin Junior College tenendo la prima cerimonia di laurea. Nel 1910, altre città del Michigan, Muskegon e Kalamazoo, offrirono soldi e terreni per un trasferimento del college presso di loro, ma Grand Rapids rispose con pari offerte economiche e l'istituto rimase nella sua sede.
Nel 1917 il college si trasferì su un nuovo e più ampio terreno nell'allora periferia di Grand Springs. Nel 1920 strutturò definitivamente il proprio corso di studi su quattro anni e nel 1924, con l'apertura dell'High School di Grand Springs, concentrò il proprio ambito di formazione all'educazione superiore. Negli anni trenta gli effetti della Grande depressione portarono l'istituto ad attraversare una grave crisi.
Nel secondo dopoguerra, vi fu una rapida crescita degli iscritti che passarono dai circa 400 degli anni prebellici agli oltre 1200 del 1950. Nel 1953 il college entrò nella Michigan Intercollegiate Athletic Association. Nel 1956 il sinodo della chiesa autorizzò l'acquisto di un nuovo terreno per risolvere i crescenti problemi di spazio. Il trasferimento dei diversi dipartimenti, iniziato nel 1960 e proseguito man mano che venivano costruiti i nuovi edifici, si concluse nel 1973.
Un ulteriore ampliamento e rinnovo degli edifici si ebbe all'inizio del terzo millennio.

## Astronomia
| 152233 Van Till   | 25 settembre 2005 |
| 167875 Kromminga  | 2 marzo 2005      |
| 188847 Rhipeus    | 23 marzo 2006     |
| 243320 Jackuipers | 24 settembre 2008 |
| 375005 Newsome    | 26 marzo 2007     |

Il dipartimento di astronomia del Calvin College gestisce in cooperazione con la Christian School di Rehoboth, in Nuovo Messico, una coppia di telescopi. Quello del Calvin College, vista la scarsità di notti adatta ad una buona osservazione, viene usato come strumento di addestramento, quello a Rehoboth per le reali campagne di osservazione.
Il Minor Planet Center accredita il Calvin College per la scoperta di centootto asteroidi, effettuate tra il 2005 e il 2010. Inoltre vi sono numerosi asteroidi la cui scoperta è accreditata a ricercatori che hanno usato la strumentazione del Calvin College.